# ليام ميلر (لاعب كرة قدم)
ليام ميلر (27 سبتمبر 1999 بتورونتو في كندا - ) هو لاعب كرة قدم كندي في مركز الهجوم. شارك مع منتخب كندا لكرة القدم. أما مع النوادي، فقد لعب مع نادي فولهام.

## مسيرته الكروية
لعب ليام ميلر خلال مسيرته الاحترافية مع ناديين في أربعة مواسم وسجل خلالها هدفين أثنين ضمن 33 مباراة. ولم يفز بأي موسم بالكأس أو بالدوري.
خاض ليام ميلر مسيرته مع نادي ليفربول في موسم 2017–18 ولمدة موسمين، لم يشارك في أي مباراة ولم يسجل أي هدف. ثم انتقل إلى نادي كيلمارنوك في موسم 2018–19 ولمدة موسمين، حيث شارك في 33 مباراة سجل خلالها هدفين.

## وصلات خارجية
- ليام ميلر على موقع الاتحاد الأوربي (الإنجليزية)
- ليام ميلر على موقع إي إس بي إن إف سي (الإنجليزية)
- ليام ميلر على موقع قاعدة بيانات كرة القدم.إي يو (الإنجليزية)
- ليام ميلر على موقع ناشيونال فوتبول تيمز (الإنجليزية)
- ليام ميلر على موقع Soccerway.com (الإنجليزية)
- ليام ميلر على موقع عالم كرة القدم.نت (الإنجليزية)
- ليام ميلر على موقع EliteProspects.com (الإنجليزية)